# Centro (Maringá)
Centro é o mais importante bairro de Maringá, localizado na zona central da cidade, é o local onde ficam os principais supermercados, shoppings centers, lojas, avenidas, etc.